# Isolierte Sprache
Eine isolierte Sprache ist eine Sprache, bei der sich keine genetische Verwandtschaft zu irgendeiner anderen Sprache nachweisen lässt. Die nach derzeitigem Kenntnisstand einzige heute noch gesprochene isolierte Sprache Europas ist das Baskische.
Dieser Artikel gibt eine Übersicht über die isolierten Sprachen der Welt, geordnet nach Kontinenten.

## Probleme des Begriffs
Die scheinbar einfache Definition des Begriffs „isolierte Sprache“ – eine Sprache, für die keine genetische Verwandtschaft mit einer anderen Sprache nachgewiesen wurde – ist problematisch:
- Problem der Dialekte und Aufspaltungen: Auch isolierte Sprachen können natürlich Dialekte besitzen und diese sich heute oder in der Zukunft zu eigenständigen Sprachen weiterentwickeln. Es ist oft Definitionssache, ob man von „einer“ Sprache mit mehreren Dialekten oder mehreren eigenständigen, eng verwandten Sprachen spricht. Dieser nicht klar definierbare Unterschied macht dann aus einer „isolierten Sprache“ eine kleine Familie nah verwandter Sprachen.

- Problem der ausgestorbenen Schwestersprachen: Das Ket (eine jenisseische Sprache) müsste heute als „isoliert“ gelten, da außer Ket keine andere Jenissei-Sprache mehr gesprochen wird. Aus den vorigen Jahrhunderten sind allerdings mindestens fünf inzwischen ausgestorbene Schwestersprachen bekannt, weswegen das Ket nicht als isoliert betrachtet werden kann, sondern einzig überlebendes Mitglied der jenisseischen Sprachfamilie ist. Ebenso könnte z. B. das heute als isoliert geltende Sumerische antike Verwandte gehabt haben, welche allerdings – im Gegensatz zum Sumerischen – nicht schriftlich fixiert wurden.

Die Vorstellung von „isolierten Sprachen“ nach der obigen Definition ist also eher unhistorisch: in Wirklichkeit haben oder hatten alle Sprachen dieser Welt „Verwandte“, die lediglich aus den verschiedensten Gründen nicht ermittelt werden konnten, z. B. weil sie ohne schriftliche Fixierung ausgestorben sind oder weil die Forschungsmethoden (noch) nicht ausreichen, die Verwandtschaft mit anderen Sprachen nachzuweisen. Wenn man davon ausgeht, dass keine Sprache aus dem „Nichts“ gebildet wurde, sind sämtliche Sprachen miteinander genetisch verwandt. Dies lässt sich allerdings praktisch nicht nachweisen, da etwaige genetische Gemeinsamkeiten durch andere Effekte der Sprachentwicklung über die Jahrtausende komplett (zum Teil mehrfach) überdeckt wurden. Dennoch, oder gerade deshalb ist in diesem Zusammenhang die Sprachforschung zu den großen hypothetischen Makrofamilien, die mehrere „klassische“ Sprachfamilien und „isolierte Sprachen“ umfassen, von besonderem Interesse (Siehe auch Eurasiatisch, Nostratisch, Dene-Kaukasisch, Austrisch, Indopazifisch, Amerindisch u. a.). Mit der Etablierung jeder größeren genetischen Spracheinheit reduziert sich die Zahl der „isolierten Sprachen“.
Im Folgenden werden die meisten heute als „isoliert“ betrachteten Sprachen mit ihren Sprecherzahlen nach Kontinenten und innerhalb derselben alphabetisch aufgelistet. Bei manchen wird auf die Gründe hingewiesen, warum sie möglicherweise doch nicht „isoliert“ sind. Basis bildet die Zusammenstellung von Ethnologue, die aufgrund zusätzlicher Kenntnisse von Spezialisten ergänzt und wo nötig korrigiert wurde.
Nicht zu verwechseln mit den „isolierten Sprachen“ sind die „unklassifizierten Sprachen“: diese sind entweder ausgestorben und so schwach überliefert, dass eine Klassifikation mit dem vorhandenen Material nicht möglich ist, oder zwar noch existent, aber bisher nicht genügend erforscht, um sie einer Sprachfamilie zuordnen zu können oder von ihnen mit großer Sicherheit zu behaupten, sie seien „isoliert“. Sprachen können auch unklassifizierbar sein, wenn sie die Merkmale zweier Sprachfamilien aufweisen. Solche Sprachen heißen Hybrid- oder Mischsprachen. In der Praxis ist der Unterschied zwischen „isoliert“ und „unklassifiziert“ nicht sehr scharf, so dass hier auch einige unklassifizierte Sprachen aufgeführt werden.

## Ethnologue als problematische Quelle
Für fast alle diese teilweise nur den Fachleuten bekannten isolierten Sprachen kann man in Ethnologue Auskunft über die ethno-linguistische Situation, Sprecherzahlen und ihre geographische Verbreitung finden. Allerdings ist die Klassifikation in Ethnologue nicht immer mit der hier zugrunde gelegten kompatibel, sodass manche hier als isoliert bezeichnete Sprache dort einer Sprachfamilie zugeordnet wird. Umgekehrt werden einige in Ethnologue als isoliert bezeichnete Sprachen hier einer Sprachfamilie zugeordnet, z. B. Tinigua, Puelche und andere. Außerdem führen einige Namensverwechslungen in Ethnologue zu irrtümlichen Klassifikationen und Einschätzungen. Im Zweifel sind immer die aktuellen Primärquellen zu den einzelnen Sprachfamilien oder arealen Sprachgruppen heranzuziehen.

## Eurasien

### Isolierte Sprachen Eurasiens
Folgende Sprachen Eurasiens werden von der Mehrheit der Forscher heute für isoliert gehalten:
| Sprache     | Zahl der Sprecher | Vorkommen/Kommentar |
| ----------- | ----------------- | --- |
| Ainu        | fast †            | Japan, Sachalin; Kandidat für die eurasiatische Makrofamilie, schwacher Kandidat für Makro-Altaisch |
| Baskisch    | 800.000           | Spanien, Frankreich; das ausgestorbene Aquitanische könnte ein Dialekt des antiken Baskischen gewesen sein; wohl nicht verwandt mit den altiberischen Sprachen. Evtl. Mitglied der dene-kaukasischen Makrofamilie (J.D. Bengtson) oder proto-eurasischen Makrofamilie (M. Morvan). |
| Burushaski  | 100.000           | Pakistan; vielleicht Beziehung zum Jenisseischen, Kandidat für Dene-Kaukasisch |
| Elamisch    | †                 | Iran: Chusistan; Verwandtschaft mit dem Drawidischen möglich: „Elamo-Drawidisch“ |
| Hattisch    | †                 | Anatolien |
| Jukagirisch | 200               | Russland, Ostsibirien; evtl. mit den uralischen Sprachen verwandt: „Uralisch-Jukagirisch“ |
| Koreanisch  | 78.000.000        | Korea; möglicherweise mit dem Japanischen verwandt; vllt. zusammen mit Japanisch zu Makro-Altaisch |
| Kusunda     | fast †            | Nepal; aus der ältesten Sprachschicht des Himalayagebiets |
| Nahali      | 2.000             | Indien; alternativ Kalto, Nahal, Nahale, Nihal; aus der ältesten Sprachschicht Indiens |
| Niwchisch   | 400               | Russland, Ostsibirien; Kandidat für die eurasiatische Makrofamilie |
| Sumerisch   | †                 | südliches Mesopotamien; evtl. dene-kaukasisch |

### Unklassifizierte lebende Sprachen Eurasiens
Diese Sprachen werden in Ethnologue als „unklassifiziert“ aufgeführt, da sie bisher nicht oder nicht genügend erforscht wurden, um sie genetisch klassifizieren zu können. Es ist eher unwahrscheinlich, dass es sich um „isolierte“ Sprachen handelt.
| Sprache    | Zahl der Sprecher | Vorkommen/Kommentar |
| ---------- | ----------------- | --- |
| Andh       | 80.000            | Indien; nur als Zweitsprache, Muttersprache der Sprecher ist Marathi, wahrscheinlich indoarisch                                  |
| Chak       | 25.000            | Myanmar; wahrscheinlich sinotibetisch, Zweig unbekannt                                                                           |
| Malakhel   | 2.000             | Afghanistan; wohl identisch mit Ormuri, dann iranisch                                                                            |
| Mukha-Dora | 17.000            | Indien; heute nur Zweitsprache, mögl. Muttersprache ist Telugu, Sprecher verwenden auch Adivasi Oriya; wahrscheinlich drawidisch |
| Warduji    | 5.000             | Afghanistan; evtl. Dialekt des Persischen, sehr wahrscheinlich iranisch (Pamirsprache?)                                          |
| Waxianghua | 300.000           | China; sehr wahrsch. sinitischer Zweig des Sinotibetischen                                                                       |

### Unklassifizierte ausgestorbene Sprachen Eurasiens mit lesbaren Schriften
Die ausgestorbenen alteuropäischen und orientalischen Sprachen in dieser Liste konnten bisher keiner Sprachgruppe zugeordnet werden, da sie nur sehr spärlich erhalten und dokumentiert sind. Ob es sich um isolierte Sprachen handelt, ist nicht abschließend zu klären (Vorindogermanisches Substrat).
| Sprache                       | Vorkommen/Kommentar |
| ----------------------------- | --- |
| Eteokretisch                  | Kreta; Sprache einiger eisenzeitlicher Inschriften |
| Eteokyprisch                  | Zypern, Kreta; Sprache einiger eisenzeitlicher Inschriften im Kyprischen Syllabar |
| Etruskisch                    | Italien; eine Verwandtschaft mit dem Lemnischen und anderen Ägäischen Sprachen sowie mit dem Rätischen als sogenannte Tyrsenische Sprachen wurde u. a. von Helmut Rix postuliert, ist allerdings nicht erwiesen. |
| Gutäisch                      | Mesopotamien; nur Eigennamen bekannt, Keilschrift, aus dem Zāgros-Gebirge, möglicherweise mit dem Lulubäischen verwandt                                                                                          |
| Iberisch                      | Iberische Halbinsel; Verbindungen zum Baskischen eher unwahrscheinlich; klar gegen Tartessisch abgrenzbar; nicht mit Ibero-Keltisch zu verwechseln                                                               |
| Kassitisch                    | Mesopotamien; nur Eigennamen und eine Schrifttafel bekannt, Keilschrift, aus Zagros-Gebirge |
| Lulubäisch                    | Mesopotamien; nur Eigennamen bekannt, Keilschrift, aus dem Zagros-Gebirge, möglicherweise mit dem Gutäischen verwandt                                                                                            |
| Nord-Pikenisch                | Italien; im Gegensatz zum italischen Süd-Pikenischen sicher nicht-indogermanische Sprache |
| Piktisch                      | Schottland; wird manchmal dem britannischen Zweig der inselkeltischen Sprachen zugerechnet |
| Sikanisch                     | Sizilien; im Gegensatz zu den meist als italisch angesehenen benachbarten Sprachen Elymisch und Sikulisch wahrscheinlich nicht-indogermanisch                                                                    |
| Tartessisch o. Südlusitanisch | Verwandtschaft mit dem Iberischen unwahrscheinlich, sicher nicht ibero-keltisch |

### Unklassifizierte ausgestorbene Sprachen Eurasiens in bisher nicht entzifferten Schriften
Die Sprachen dieser Liste können keiner Sprachgruppe zugeordnet werden, da ihre Schriften bisher nicht entziffert werden konnten. Es handelt sich also eigentlich um hypothetische Sprachen.
| Sprache       | Vorkommen/Kommentar |
| ------------- | --- |
| Harappanisch  | Pakistan, Indien; Sprache der bisher nicht entzifferten Indus-Schrift; meist als verwandt mit dem Drawidischen angesehen, dann natürlich nicht isoliert                                                                                              |
| Minoisch      | Kreta; Sprache der Texte in der bisher nicht vollständig entzifferten Linear-A-Schrift und einiger anderer nicht entzifferter kretischer Texte, z. B. des Diskos von Phaistos; mögliche Verwandtschaft mit dem Eteokyprischen und dem Eteokretischen |
| Kyprominoisch | Zypern; Sprache der bisher nicht entzifferten bronzezeitlichen Inschriften Zyperns, vor allem aus Enkomi; mögliche Verwandtschaft mit dem Minoischen und Eteokyprischen                                                                              |

### Oft fälschlicherweise als isoliert klassifizierte Sprachen Eurasiens
| Sprache               | Zahl der Sprecher | Vorkommen/Kommentar |
| --------------------- | ----------------- | --- |
| Hurritisch Urartäisch | †                 | Hurritisch (Syrien, Ostanatolien) und Urartäisch (Ostanatolien, Armenien, Nordwestiran) bilden zusammen die (isolierte) hurritisch-urartäische Sprachfamilie; aufgrund gegenseitiger Verwandtschaft nicht als isoliert klassifiziert; Verwandtschaft mit den nordkaukasischen Sprachen postuliert, aber nicht anerkannt |
| Japanisch             | 126.000.000       | Japan; nicht isoliert, da man die stark abweichenden Ryūkyū-Sprachen Okinawas meist als eigenständige Sprachen wertet; möglicherweise mit dem Koreanischen verwandt, evtl. Mitglied des Makro-Altaischen; Kandidat für Eurasiatisch und Nostratisch                                                                     |
| Ket                   | 200               | Russland, Sibirien; jenisseische Sprache, verwandt mit den inzwischen ausgestorbenen jenisseischen Sprachen Yugh, Kott, Pumpokol, Assan und Arin; die jenisseischen Sprachen sind ein Kandidat für das Dene-Kaukasische; neuere Hypothesen der genetischen Beziehung zu den Na-Dené-Sprachen bzw. zum Burushaski        |

## Indopazifik
Zum Bereich Indopazifik gehören die austronesischen und die sog. Papua-Sprachen. Während die austronesischen Sprachen eine klar identifizierbare genetische Einheit bilden – es gibt kaum Zweifel, ob eine bestimmte Sprache austronesisch ist oder nicht –, ist die genetische Situation der Papua-Sprachen sehr komplex. Von den nicht-austronesischen und nicht-australischen Sprachen Neuguineas und einiger Nachbarinseln (also den sog. Papua-Sprachen) sind einige in dem Sinne isoliert, dass sie keiner „Familie“ (und sei es auch nur einer mit zwei Mitgliedern) zugeordnet werden können. Außerdem gibt es einige wenig erforschte bisher unklassifizierte Papua-Sprachen, die durchaus zu einer der etwa zehn Papua-Sprachfamilien gehören könnten.

### Isolierte und unklassifizierte Papua-Sprachen
| Sprache         | Zahl der Sprecher | Vorkommen/Kommentar                                          |
| --------------- | ----------------- | ------------------------------------------------------------ |
| Abinomn         | 300               | Indonesien: West-Neuguinea; vielleicht zu Yoke-Warembori     |
| Burmeso         | 250               | Indonesien: West-Neuguinea; vielleicht zu Ost-Vogelkopf      |
| Doso            | ? 700             | Papua-Neuguinea                                              |
| Karkar-Yuri     | 1.100             | Papua-Neuguinea; vielleicht zu Pauwasi                       |
| Kembra          | fast †            | Indonesien: West-Neuguinea                                   |
| Kibiri          | 1.100             | Papua-Neuguinea; vielleicht zu Trans-Neuguinea, Kiwai-Gruppe |
| Lepki           | 500               | Indonesien: West-Neuguinea; vielleicht mit Murkim verwandt   |
| Murkim          | 300               | Indonesien: West-Neuguinea; vielleicht mit Lepkin verwandt   |
| Odiai oder Busa | 250               | Papua-Neuguinea                                              |
| Yale            | 600               | Papua-Neuguinea                                              |

## Australien
Nach neuen Erkenntnissen eines der besten Kenner dieser Sprachen, R.M.W. Dixon (siehe Literaturangabe), lässt sich die genetische Einheit der australischen Sprachen nicht nachweisen, da die Phase einer möglichen Einheitlichkeit viel zu weit zurückliegt (mindestens 20.000 Jahre). Insbesondere wird die genetische Einheit der bisher größten Gruppe australischer Sprachen, der Pama-Nyunga-Sprachen, von Dixon aufgegeben. Es gibt nach diesem Modell verschiedene kleinere genetische und areale Einheiten, viele Sprachen bleiben „isoliert“. Hier sind nur die noch lebenden „isolierten Sprachen“ aufgeführt, zu ihnen gehören die sprecherreichsten Sprachen Australiens. Insgesamt sprechen nur noch 40.000 Personen der Völker der Aborigines eine der rund 80 einheimischen Sprachen, vor der Kolonisierung gab es mindestens 350 Sprachen.
| Sprache                        | Zahl der Sprecher | Kommentar |
| ------------------------------ | ----------------- | --- |
| Kala Lagaw Ya oder West Torres | 1.000             | Queensland: Western Torres Strait; Papua-Sprache mit australischem Substrat |
| Kuku-Yalandji                  | 240               | Queensland; die Dialekte Yalandji, Djangun und Muluridji werden teilweise als separate Sprachen betrachtet, dann kleine Sprachfamilie |
| Tiwi                           | 1.800             | Northern Territory; möglicherweise kleine Sprachfamilie |
| Warumungu                      | 500               | Northern Territory |
| Western Desert Language        | 6.500             | Western Desert; die Dialekte Martu Wangka (700 Sprecher), Karkutja (300 Sprecher), Pintupi-Luritja (1.000), Ngaatjatjarr (1.200), Pitjantjatjara (2.500) und Yankuntjatjarra (200) werden teilweise als separate Sprachen gewertet; dann ist die Western Desert Language Group eine kleine Sprachfamilie |

Darüber hinaus muss eine ganze Reihe ausgestorbener oder fast ausgestorbener Sprachen Australiens als isoliert oder unklassifiziert gelten. Siehe dazu den externen Link „Die Klassifikation der australischen Sprachen“.

## Afrika

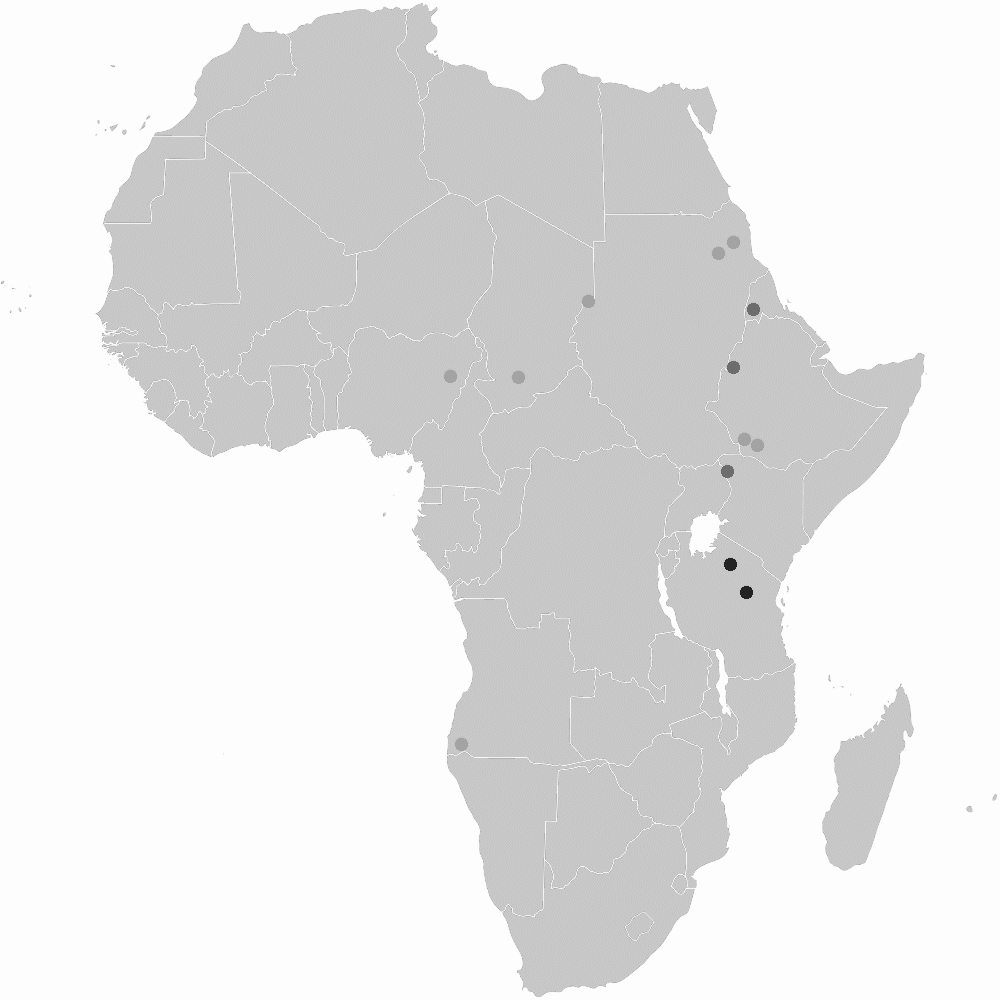
Isolierte Sprachen in Afrika

Nach Joseph Greenbergs heute wohl unbestrittener Leistung einer Gesamtklassifikation der afrikanischen Sprachen in die vier großen Phyla Afroasiatisch, Niger-Kongo, Nilosaharanisch und Khoisan (letzte Fassung veröffentlicht 1963) blieb zunächst keine afrikanische Sprache „isoliert“, da sie alle einem der vier Phyla angehörten.
Manche Afrikanisten sind jedoch davon überzeugt, dass Khoisan und Nilosaharanisch keine Sprachfamilien im engeren Sinne, sondern nur Gruppen von Sprachen sind, die sich typologisch ähneln und einen arealen Sprachbund bilden. (Details zu diesem Thema im Artikel Afrikanische Sprachen.) Während also von einigen Fachleuten bestimmte Sprachen zu den Phyla Nilosaharanisch oder Khoisan gerechnet werden, werden sie – falls keine näheren Verwandten erkennbar sind – von anderen als „isoliert“ oder „unklassifiziert“ betrachtet. Darüber hinaus gibt es in Afrika eine Reihe von unklassifizierten und hybriden Sprachen (Mischsprachen).

### Isolierte Sprachen
Die folgenden Sprachen gelten heute als isoliert, früher wurden sie zu den Khoisan-Sprachen hinzugerechnet (so noch immer in Ethnologue):
| Sprache | Zahl der Sprecher | Vorkommen/Kommentar                               |
| ------- | ----------------- | ------------------------------------------------- |
| Hadza   | 800               | Tansania                                          |
| Sandawe | 40.000            | Tansania                                          |
| Kwadi   | †                 | Angola                                            |
| ǂHoa    | 200               | Botswana; möglicherweise eine Süd-Khoisan-Sprache |

### Unklassifizierte afrikanische Sprachen
Folgende Sprachen gehören wahrscheinlich einem der großen afrikanischen Phyla an, eine sichere Zuordnung war bisher nicht möglich:
| Sprache    | Zahl der Sprecher | Vorkommen/Kommentar                                                                                |
| ---------- | ----------------- | -------------------------------------------------------------------------------------------------- |
| Bung       | fast †            | Kamerun; wahrsch. Niger-Kongo-Sprache, bantoid                                                     |
| Centúúm    | 200               | Nigeria                                                                                            |
| Kujarge    | 1.000             | Tschad                                                                                             |
| Lufu       | 3200              | Nigeria; vielleicht Niger-Kongo-Sprache, jukunoid                                                  |
| Luo        | †                 | Kamerun; nicht mit dem nilosaharanischen Luo zu verwechseln                                        |
| Meroitisch | †                 | Sudan; die Sprache des nubischen Königreichs Meroe; möglicherweise nilosaharanisch                 |
| Mpre       | †                 | Ghana; wahrsch. Niger-Kongo-Sprache, vielleicht Kwa-Zweig; nur einmal 1931 beschrieben             |
| Pré        | 200               | Elfenbeinküste; wahrscheinlich Niger-Kongo-Sprache; eher zum Volta-Kongo-Zweig als zum Mande-Zweig |

### Hybride afrikanische Sprachen (Mischsprachen)
Folgende Sprachen weisen Merkmale aus verschiedenen Sprachfamilien auf:
| Sprache   | Zahl der Sprecher | Vorkommen/Kommentar                                                                                                |
| --------- | ----------------- | --- |
| Imeraguen | 500               | Mauretanien; Merkmale des Afroasiatischen (Semitisch: Hassaniya) und Niger-Kongo (Mande: Soninke)                  |
| Laal      | 750               | Tschad; Merkmale des Afroasiatischen (Tschadisch) und Niger-Kongo (Adamawa); unbekanntes Substrat                  |
| Shabo     | 450               | Äthiopien; Merkmale des Afroasiatischen (speziell Omotisch) und Nilosaharanischen                                  |
| Weyto     | †                 | Äthiopien; möglicherweise nilosaharanisch (ostsudanisch?) oder afroasiatisch (kuschitisch?); wahrscheinlich hybrid |

### Manchmal fälschlicherweise als isoliert klassifizierte Sprachen Afrikas
| Sprache         | Zahl der Sprecher | Vorkommen/Kommentar |
| --------------- | ----------------- | --- |
| Kara (Fer)      | 4.800             | Zentralafrikanische Republik; nilosaharanisch, zentralsudanisch, Bongo-Bagirmi-Gruppe; bei Ethnologue fälschlicherweise als „unklassifiziert“ angegeben |
| Ongota (Birale) | fast †            | Äthiopien; nach Harold Fleming ein separater Zweig des Afroasiatischen; jedenfalls afroasiatisch                                                        |

## Amerika
Hier sind „nur die lebenden Sprachen“ aufgeführt. Eine vollständige Übersicht über den heutigen Kenntnisstand – inklusive der ausgestorbenen, aber irgendwie überlieferten Sprachen – geben die angeführten Weblinks „Klassifikation der nord-, meso- und südamerikanischen Sprachen“ und der Artikel Sprachfamilien der Welt. Wenn Joseph Greenberg mit seiner Klassifikation der amerikanischen Sprachen in nur drei genetische Einheiten – Na-Dene, Eskimo-Aleutisch und Amerind – recht hätte, gäbe es keine isolierten amerikanischen Sprachen. Die vorliegende Darstellung beruht auf den heute allgemein anerkannten genetischen Gruppen Amerikas, wobei durchaus immer wieder Versuche unternommen werden, größere Einheiten nachzuweisen, in denen dann auch hier aufgeführte „isolierte“ Sprachen aufgehen können. Nach der heutigen Mehrheitsmeinung der Forscher ist Amerika (vor allem Südamerika) der Kontinent mit den meisten – teilweise auch recht großen – isolierten Sprachen.

### Nordamerika

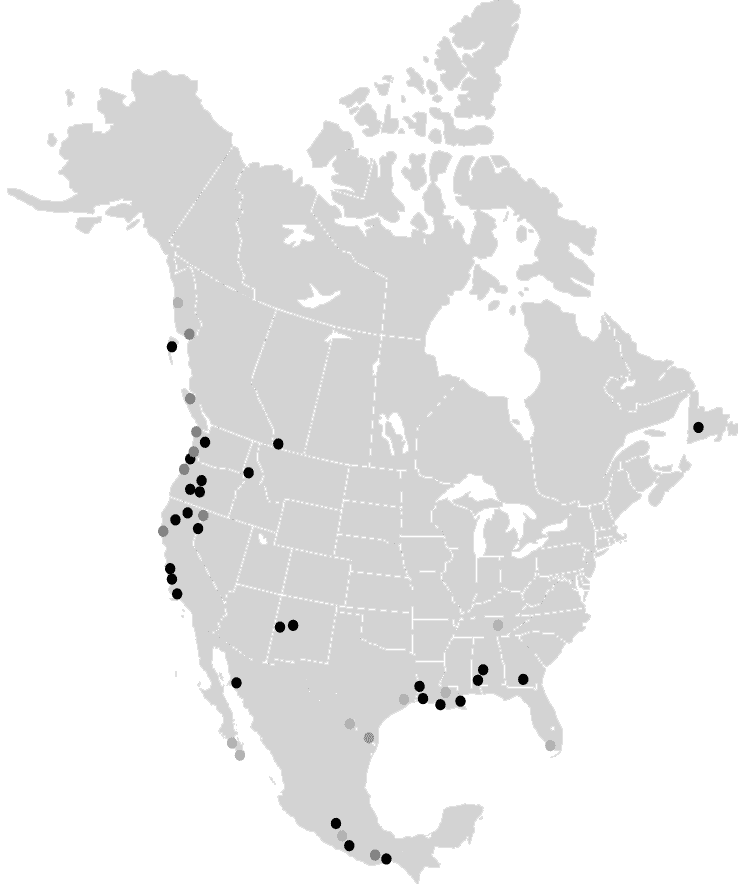
Isolierte Sprachen in Nordamerika

Hinweis: Die Gruppen Hoka-Sprachen und Penuti-Sprachen werden hier nicht als genetische Einheiten betrachtet. (Vgl. L. Campbell: American Indian Languages (1997) und diverse andere aktuelle Quellen.)
| Sprache       | Zahl der Sprecher | Vorkommen/Kommentar                                                  |
| ------------- | ----------------- | -------------------------------------------------------------------- |
| Haida         | 50                | Kanada; oft zu Na-Dene gerechnet                                     |
| Karuk (Karok) | fast †            | USA                                                                  |
| Keres         | 8.000             | USA; möglicherweise Familie von 2 Sprachen mit 7 Varietäten          |
| Klamath-Modoc | fast †            | USA; möglicherweise mit den Sahapti-Sprachen und dem Molala verwandt |
| Kutenai       | fast †            | Kanada                                                               |
| Washo         | fast †            | USA                                                                  |
| Yuchi         | fast †            | USA                                                                  |
| Zuñi          | 10.000            | USA                                                                  |

### Mittelamerika
| Sprache   | Zahl der Sprecher | Vorkommen/Kommentar                                                                    |
| --------- | ----------------- | -------------------------------------------------------------------------------------- |
| Huave     | 19.000            | Mexiko; vier Dialektgruppen, die auch als Sprachen gewertet werden könnten             |
| Seri      | 700               | Mexiko                                                                                 |
| Purépecha | 120.000           | Mexiko                                                                                 |
| Tol       | 350               | Honduras                                                                               |
| Lenca     | fast †            | Honduras, San Salvador; möglicherweise zwei Sprachen: Honduras- und San Salvador-Lenca |

### Südamerika

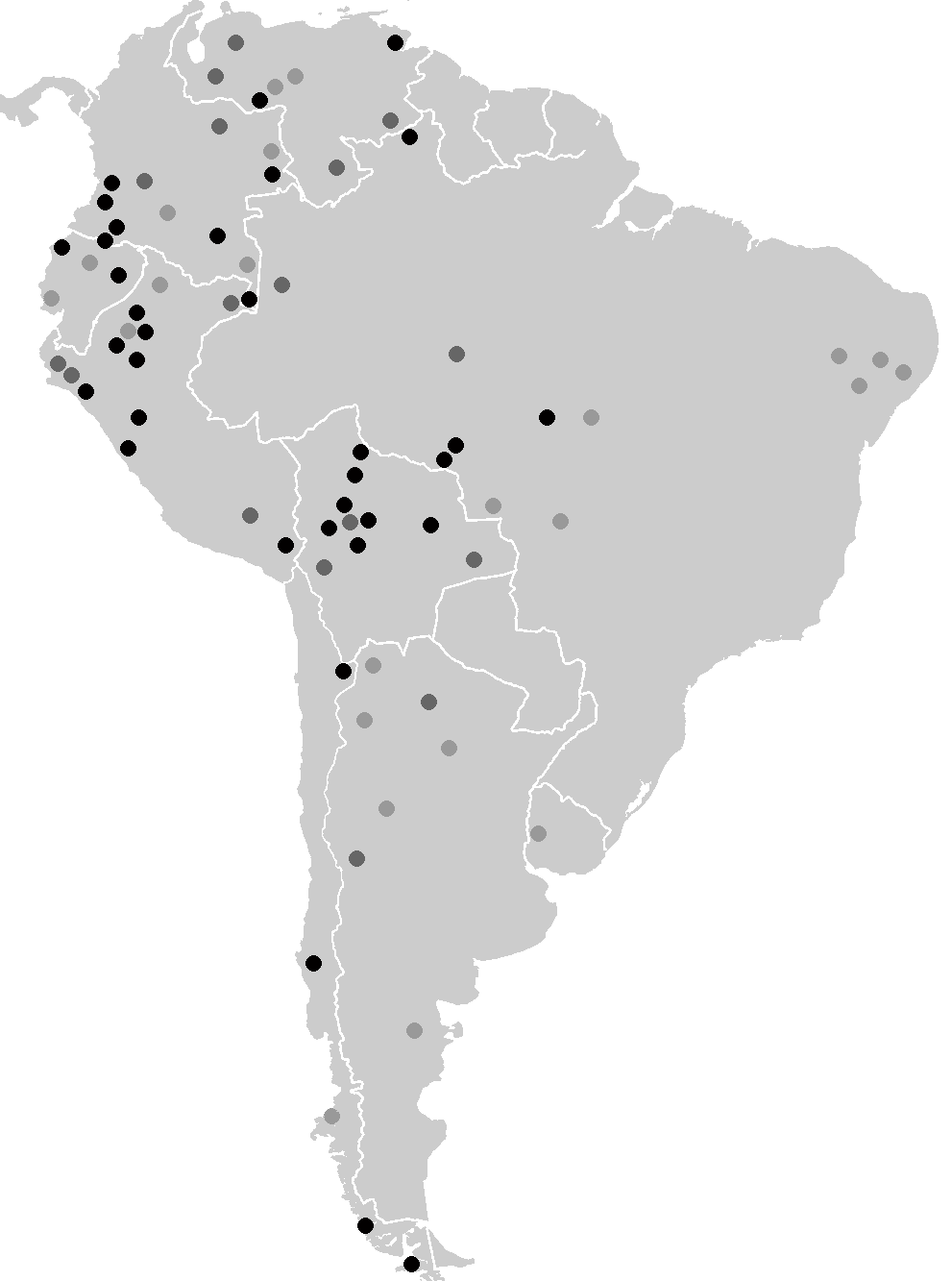
Isolierte Sprachen in Südamerika

| Sprache                                       | Zahl der Sprecher | Vorkommen/Kommentar                                                                                                   |
| --------------------------------------------- | ----------------- | --- |
| Agavotaguerra                                 | †                 | Brasilien; unklassifiziert; vielleicht Arawak-Sprache                                                                 |
| Aikaná (Tubarao)                              | 100               | Brasilien; unklassifiziert; vielleicht Arawak-Sprache                                                                 |
| Amikoana                                      | fast †            | Brasilien |
| Andoque                                       | 600               | Kolumbien |
| Camsá                                         | 4.000             | Kolumbien |
| Candoshi-Shapra                               | 3.000             | Peru |
| Carabayo                                      | 150               | Kolumbien |
| Chiquitano                                    | 6.000             | Bolivien; nach Kaufmann eine Makro-Gé-Sprache                                                                         |
| Cofán                                         | 2.500             | Ecuador, Kolumbien; Entlehnungen aus den Chibcha-Sprachen                                                             |
| Guarao (Warao)                                | 18.000            | Venezuela, Guayana |
| Himarimã                                      | fast †            | Brasilien |
| Irantxe                                       | 200               | Brasilien; vielleicht Arawak-Sprache                                                                                  |
| Itonama                                       | fast †            | Bolivien |
| Karahawyana                                   | fast †            | Brasilien |
| Leco                                          | fast †            | Bolivien |
| Araukanische Sprachen (Mapudungun, Huilliche) | 260.000           | Chile, Argentinien |
| Movima                                        | 1.500             | Bolivien |
| Paez                                          | 80.000            | Kolumbien |
| Puinave                                       | 2.000             | Kolumbien |
| Taushiro                                      | wahrsch. †        | Peru |
| Ticuna                                        | 41.000            | Brasilien, Kolumbien, Peru                                                                                            |
| Trumaí                                        | 100               | Brasilien |
| Tsimané Mosetén                               | 5.500             | Bolivien; Tsimané und Mosetén bilden eine Zweierfamilie. Von Kaufmann Verwandtschaft mit der Chon-Familie postuliert. |
| Urarina                                       | 3.000             | Peru |
| Uru-pa-in                                     | 200               | Brasilien |
| Waorani (Sabela)                              | 1.700             | Ecuador |
| Yámana                                        | wahrsch. †        | Chile |
| Yarí                                          | 800               | Kolumbien; vielleicht zu Carib oder Huitoto                                                                           |
| Yaruro (Jaruro, Pumé, Llaruro, Yuapin)        | 3.400             | Venezuela; vielleicht verwandt mit dem Esmeralda †                                                                    |
| Yuracaré                                      | 3.000             | Bolivien |
| Yuwana (Joti, Waruwaru, Chicano)              | 300               | Venezuela |